# Millepora nitida
Millepora nitida är en nässeldjursart som beskrevs av Addison Emery Verrill 1868. Millepora nitida ingår i släktet Millepora och familjen Milleporidae. IUCN kategoriserar arten globalt som otillräckligt studerad. Inga underarter finns listade i Catalogue of Life.